# キャサリン・マーティン (政治家)
キャサリン・マーティン（英: Catherine Martin, 1972年12月7日 - ）は、アイルランドの政治家。緑の党所属の国会議員（ダブリン・ラスダウン）、緑の党副党首（初代）、メディア・観光・芸術・ 文化・スポーツ・アイルランド語地域大臣（第35代）。
2020年の党首選挙でエイモン・ライアンの対抗候補となる。

## 経歴

### 政界入りまで
キャバン県キャバン生まれ、モナハン県カリクマクロス育ちであり、メイヌース大学卒業後は英語と音楽の教師として働く。教職は15年、ダブリン県ダンドラムのコミュニティ・スクールで緑の学校委員長職を務め、国民議会下院（ドイル・エアラン）に選出される。夫のフランシス・ノエル・ダフィーも同じ緑の党の議員であり、3人の子どもが生まれた。同じカリクマクロス育ちのふたりが初めて出会ったきっかけは1999年の地方選挙で、マーティンの兄ビンセント・P・マーティン（1968年生まれ）、ダフィーの父がそれぞれ立候補した。兄は緑の党の党員でいったん議員を辞職後、キルデア議会議員を経て2020年6月の総選挙で緑の党から指名され、国民議会上院（シャナズ・エアラン）に議席を得る。

### 政界入り
2007年に緑の党に入り、2009年に議員だった兄が政界引退を表明するとモナハン県議会の議席を継承する。実母を亡くした年に引退、議席は同じ緑の党のダーシー・ロナーガン議員が継いだ。イーモン・ライアンが党首に選ばれた2011年、マーティンは緑の党の副党首の座につく。ダブリン県のダン・レアリー＝ラスダウン市議会議員（2014年）を経て2016年に2016年アイルランド総選挙で4,122票を得ると、国民議会下院（ドイル・エアラン）に当選した。
緑の党でマーティン議員は教育行政の広報官を担当、創設を主導した「アイルランド女性議員協議会」の初代議長に2017年11月に選出された。
2020年春にアイルランド政府は新型コロナウイルスの感染拡大に対処するため、全小学校を自宅学習に切り替えた。6年生の児童は例年であれば6月の卒業を控え記念の遠足やスポーツ大会、コンサートなどに参加するはずが中止され、また卒業式も開催できない見通しとなる。マーティン議員は5月、教育行政の広報官として中学進学でクラスメートとばらばらになる児童たちに言及し、長い場合は就学前から8年続いた友だち関係が卒業により変わること、人生の「通過儀礼」として友だちとの別れをきちんと体験する大切さを訴える。6月に入るとマイケル・D・ヒギンズ大統領は小学6年生の児童に向けた声明を発表、3月12日の夜から全国で学校閉鎖が続き、学校生活が混乱したことや記念行事がなくなって失望したであろう6年生の気持ちや、身の回りの人の健康への気づかいや死別の悲嘆を認めた。それでもねばり強く勉学を続けた努力に感謝すると、小学校から巣立つ児童の未来に願いをかけていると語った。

#### 党首選挙
緑の党の党首選挙を控えた2020年5月、複数の同僚議員から候補の指名を受けたマーティンは立候補を「真剣に検討する」と述べた。6月6日、現職のイーモン・ライアン党首の対立候補として立候補する意思が確認され、公認候補資格を満たす推薦人規定の4倍、200人から支持を獲得する。党内では統一アイランド党や共和党との連立政権をめぐり、マーティン候補は連立不賛成を表明すると期待されていた。現職のライアン党首は連立賛成の穏健な「旧守派」であり、それとは対照的に、若年層の党員はより改革的で連立不賛成であり、マーティンはその思いに沿うと見なされていた。
それにもかかわらず、マーティンは緑の党の中心的な渉外担当として統一アイルランド党と共和党との協議にのぞむと連立の合意にこぎつけ、連立政権樹立の承認と支持を表明した。このとき、夫のダフィー議員はこの取引に関する投票を棄権し、後にこの交渉に反対するように発言したことが記されている。マーティンはそれについて、党内の合意形成のメリットを優先した「健全な議論の一部」と示唆した。
入閣するとメディア・観光・芸術・ 文化・スポーツ・アイルランド語地域大臣に任命された。担当部署は組織改変により既存の2部署を統合して誕生したため、ふたつの旧省庁からジョセファ・マディガンとシェーン・ロス両者の職掌を継承する。
2020年7月、党員は郵便投票でライアンに946票（48.76％）を投じ、現職の得票数994票（51.24％）に48票差（2.47％）で敗れると副党首職を続ける。